# 崔弘昇
崔弘昇（？—？），字上客，博陵郡安平县（今河北省衡水市安平县）人，出自博陵崔氏的博陵第二房，北周、隋朝官员。

## 生平
崔弘昇在北周担任右侍上士。尉迟迥在相州发动叛乱时，崔弘昇和大哥崔弘度出兵进攻，尉迟迥自杀后，崔弘度看着崔弘昇说：“你可以取下尉迟迥的人头。”崔弘昇就斩下尉迟迥的人头，崔弘昇因功加上仪同，很快加授上开府，封黄台县侯，食邑八百户。隋文帝杨坚接受禅让后，崔弘昇进爵为公，出任骠骑将军。崔弘昇在皇宫宿卫十余年，因为是功勋旧臣升任慈州刺史，几年后转任郑州刺史。崔弘昇后来因为是外戚，受到的待遇更加深厚，升任襄州总管。等到崔弘昇的女儿河南王妃犯罪被废免，崔弘昇也被免官。
隋炀帝杨广即位后，崔弘昇历任冀州刺史、信都郡太守，进位金紫光禄大夫，转任涿郡太守。辽东之战时，崔弘昇检校左武卫大将军，从遂城道进军平壤，在鸭绿江西侧会师。崔弘昇和宇文述等人同样战败，逃回后发病去世，虚岁六十。

## 家族

### 祖父母
- 崔楷，北魏司空
- 陇西李氏，北魏吏部尚书、荆凉兖并秦相雍冀定九州刺史、司空公李韶之女[8]

### 父亲
- 崔说，北周敷州刺史

### 兄弟姐妹
- 崔弘度，隋朝上柱国、检校太府卿、武乡郡公
- 崔弘峻，隋朝银青光禄大夫、赵王府长史
- 崔弘寿，隋朝左亲卫大都督、获嘉县侯
- 崔弘正
- 崔弘舟，隋朝内府监、安平郡公
- 崔氏，嫁尉迟迥之子
- 崔妃，嫁杨俊

### 子女
- 崔处直，隋朝汉王府长史
- 崔处仁，唐朝殿中侍御史
- 崔处智，唐朝陵州长史[9]
- 崔妃，嫁杨昭